# Автономний бюджет
Автоно́мний бюдже́т — самостійні кошториси доходів і видатків, відносно незалежні від загальнодержавного бюджету. Автономний бюджет мають державні і змішані підприємства та установи, а також спеціальні урядові фонди. Державні підприємства та установи, які не мають права юридичної особи, в офіційних документах називають свої кошториси приєднаними бюджетами, оскільки складаються як доповнення до бюджету уряду і затверджуються законодавчим органом одночасно з кошторисами відповідних державних відомств.

## Автономні бюджети урядових фондів в Україні
В Україні автономні бюджети мають державні цільові фонди, утворені поза Державним бюджетом і місцевими бюджетами та призначені для реалізації конституційних прав громадян на пенсійне забезпечення, соціальне страхування, соціальне забезпечення у випадку безробіття, охорону здоров'я та медичну допомогу.

## Автономність бюджетів місцевого самоврядування в Україні
У Європейської хартії місцевого самоврядування перелічені права громадян, для забезпечення яких місцеві бюджети мають мати відповідні можливості, що дозволяють органам місцевого самоврядування залучити необхідні фінансові ресурси. 
Політичний аспект автономності місцевих бюджетів випливає з статті 143 Конституції України, яка говорить, що кожен орган місцевого самоврядування повинен мати свій бюджет. Економічний аспект автономності ґрунтується на необхідності забезпечення наповнення місцевих бюджетів.